# Кивательный синдром

Карта районов Южного Судана, в которых были зарегистрированы случаи заражения.
случаи заболевания наблюдались ещё до 2001 года
случаи заболевания зарегистрированы к 2011 году
к 2011 году регистрировались только отдельные случаи заболевания

Кивательный синдром — редкое заболевание неизвестной природы, встречающееся исключительно в небольшом районе восточной Африки: на юге Южного Судана, севере Уганды и южных районах Танзании. Болезнь поражает в основном детей в возрасте от 5 до 15 лет. Синдром получил своё название из-за характерных кивательных движений головой, наблюдающихся во время припадков.
Первые случаи были зарегистрированы в отдалённых горных районах Танзании в 1962 году. Однако резкое увеличение числа заболевших и повышение интереса к заболеванию наблюдалось с 1980-х годов, когда болезнь попала в Судан. По состоянию на 2011 год заражены тысячи жителей Южного Судана. Согласно данным министерства здравоохранения Уганды, в этой стране в 2009 году число больных превышало 2000.

## Симптомы
Основным симптомом заболевания являются характерные припадки, наблюдающиеся у больных детей. Во время приступа взгляд ребёнка безразличен и неподвижен, при этом наблюдаются патологические кивательные движения головой каждые пять-восемь секунд. Типичный приступ продолжается несколько минут. Особо велика вероятность приступа во время приёма пищи и под действием холода. Возможно, именно из-за этого больные часто страдают от недоедания. Кроме того с ними чаще происходят несчастные случаи: страдающие кивательным синдромом нередко утопают или сгорают. МРТ-анализ показывает, что мозг больного атрофируется, повреждается гиппокамп и нейроглия. Ребёнок с кивательным синдромом заметно отстаёт от сверстников в физическом и интеллектуальном развитии.

## Возможные причины
Кивательный синдром относительно плохо изучен, точные причины его возникновения неизвестны. Однако имеется несколько гипотез, которые проверяются учёными.
Исследования, проводимые Центрами контроля и профилактики болезней США, показывают, что наиболее уязвимой группой являются дети нищих родителей. При этом никакой зависимости от употребляемой в пищу еды, а также от других культурных особенностей не обнаружено. Также эксперты сомневаются в генетической природе синдрома, поскольку это предположение не может объяснить столь быстрого распространения заболевания.
Распространена гипотеза паразитарного происхождения болезни. Вероятным кандидатом в возбудители является Onchocerca volvulus, червь-нематода, переносимый мошками и известный тем, что является причиной так называемой «речной слепоты» (онхоцеркоза). Исследования Центров контроля и профилактики болезней США, проведённые в Южном Судане, показали, что патологические кивания чаще наблюдаются у детей, в крови которых имеется паразитарная инфекция. Однако исследования, проведённые другой группой в Танзании, опровергают прямую связь между синдромом и наличием в теле паразитов: им не удалось найти заметного числа антител к паразиту в образцах спинномозговой жидкости больных кивательным синдромом. При этом не исключается, что причиной заболевания является не сам паразит, а аутоиммунная реакция организма на его наличие. В то же время, наличие связи между паразитарным заболеванием и кивательным синдромом не объясняет, почему последний не наблюдается у взрослых и распространён исключительно в небольшом районе восточной Африки.
По другой гипотезе заболевание связано с наблюдающимся у больных дефицитом витамина B6, или пиридоксина. В частности, известно существование редкого генетического заболевания, называемого пиридоксин-чувствительная эпилепсия и вызывающего сильные приступы у детей, страдающих недостатком витамина B6. При этом припадок прекращается сразу же после ввода большой дозы витамина. Однако систематических исследований этой гипотезы пока не проводилось.